# Svarthuvad tangara
Svarthuvad tangara (Stilpnia cyanoptera) är en fågel i familjen tangaror inom ordningen tättingar.

## Utseende och läte
Hane svarthuvad tangara är en ljust beigefärgad fågel med svart huvud, svarta vingar och svart stjärt. Honan är mycket mer färglös, med grågrönt huvud, ljust blågrön rygg och gulaktig undersida. I bra ljus kan även blått synas i vingpennorna. Bland lätena hörs rätt otydliga tjippande ljud och kvitter.

## Utbredning och systematik
Svarthuvad tangara förekommer i bergen i norra Colombia och norra Venezuela. Tidigare inkluderades tepuítangaran (S. whitelyi) i arten.

### Släktestillhörighet
Traditionellt placeras arten i släktet Tangara, då ofta med artepitetet argentea. Genetiska studier visar dock att släktet är polyfyletiskt, där en del av arterna står närmare släktet Thraupis. Dessa resultat har implementerats på olika sätt av de internationella taxonomiska auktoriteterna, där vissa expanderar Tangara till att även inkludera Thraupis, medan andra, som tongivande Clements et al., delar upp Tangara i mindre släkten. I det senare fallet lyfts svarthuvad tangara med släktingar ut till släktet Stilpnia, och denna linje följs här.

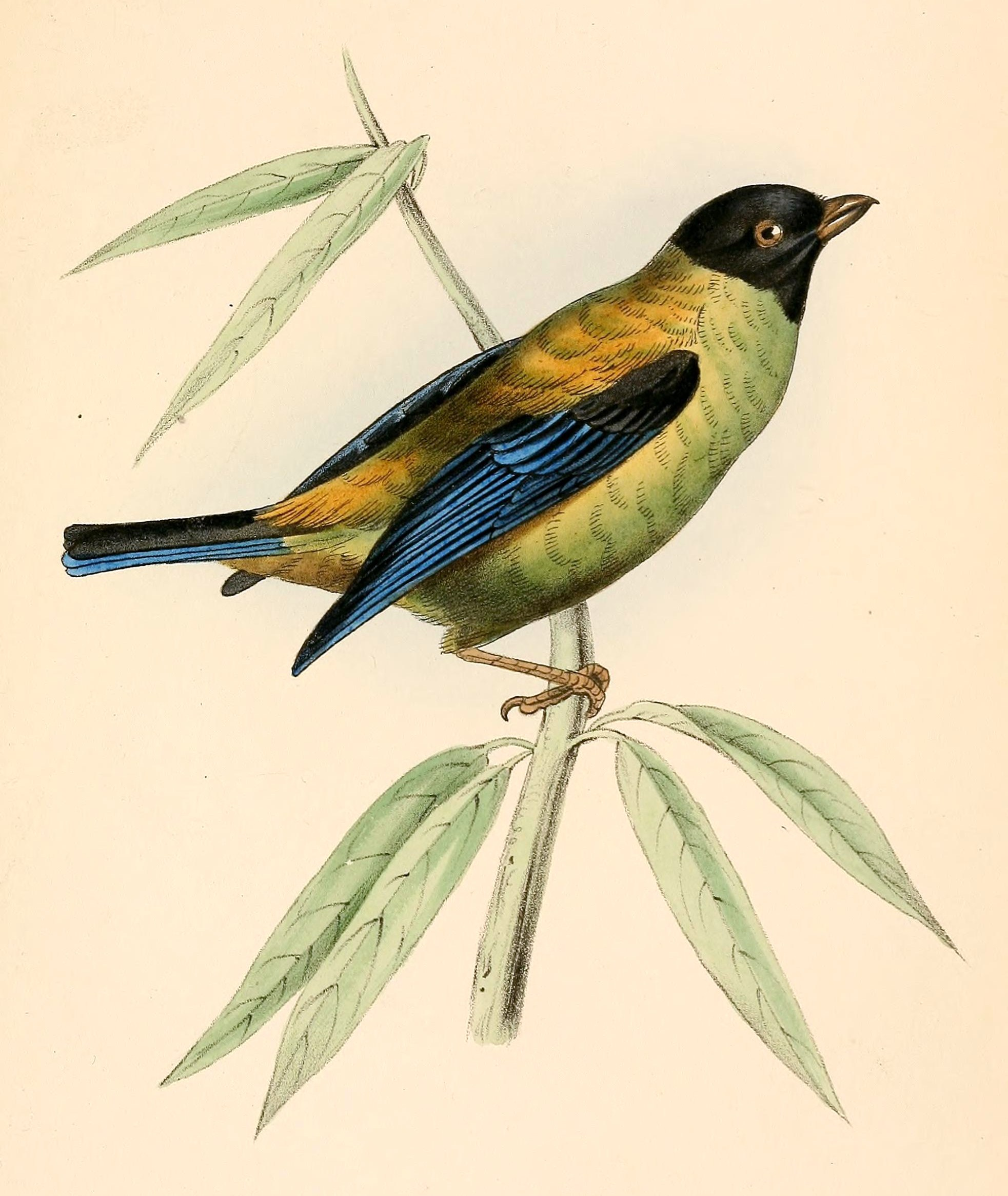

## Levnadssätt
Svarthuvad tangara hittas i skogsområden i förberg, i torra dalar och i fuktskogar kring foten av tepuier. Den ses vanligen vid fruktbärande träd, ofta i par eller i små familjegrupper.

## Status
Internationella naturvårdsunionen IUCN kategoriserar arten som livskraftig.